# Geschiedenis van de Tsjechische landen

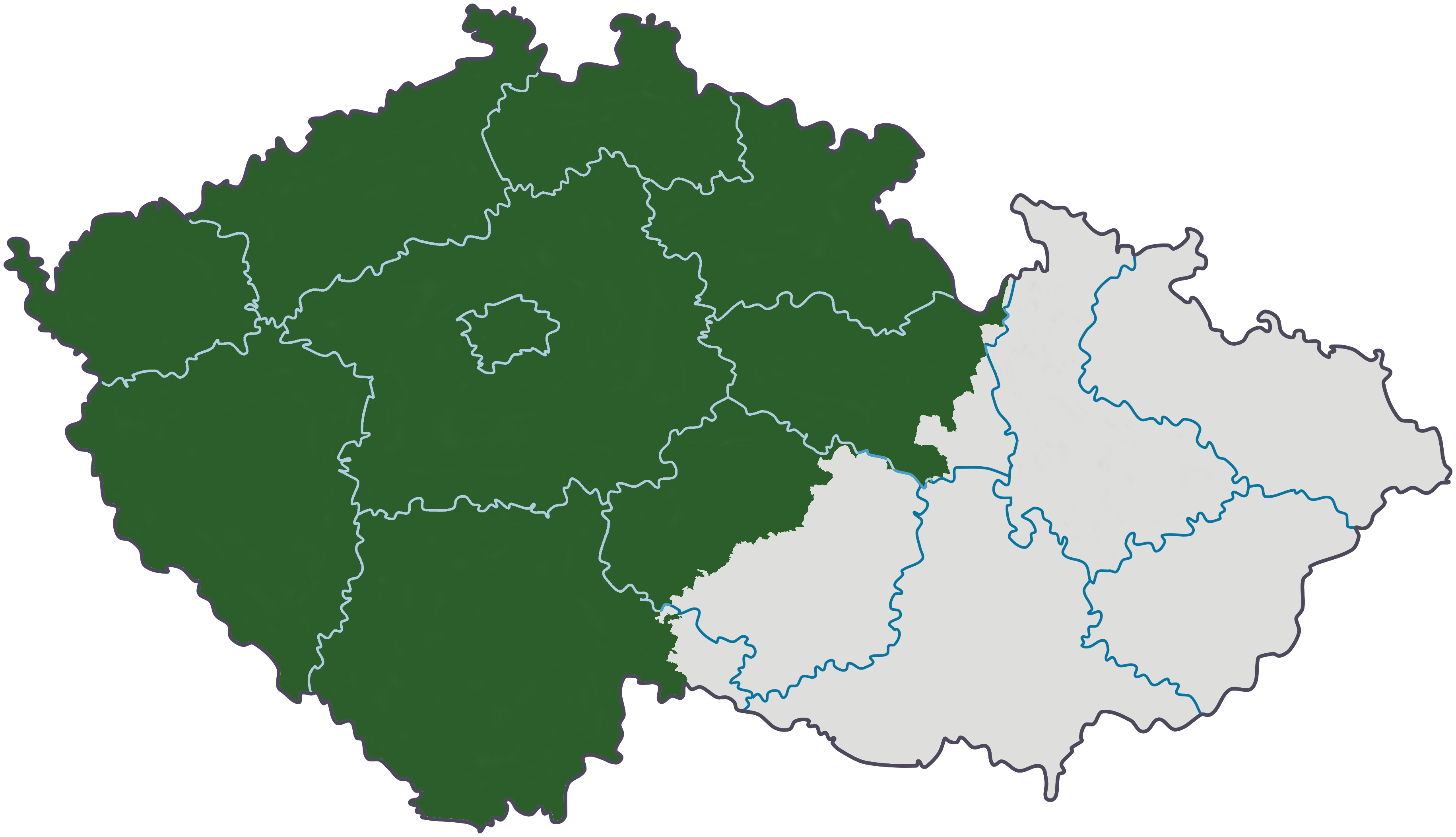
Bohemen in Tsjechië

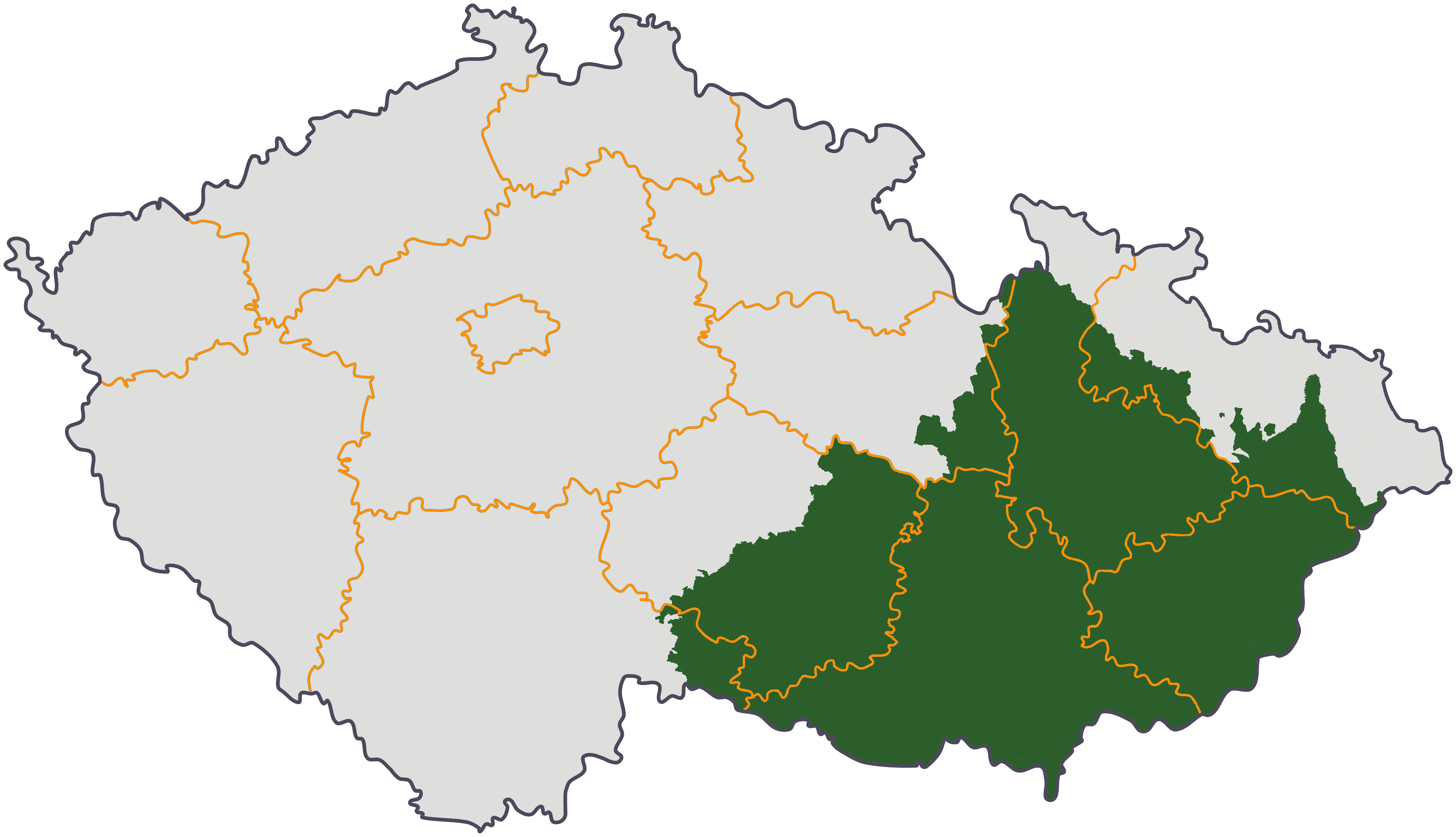
Moravië

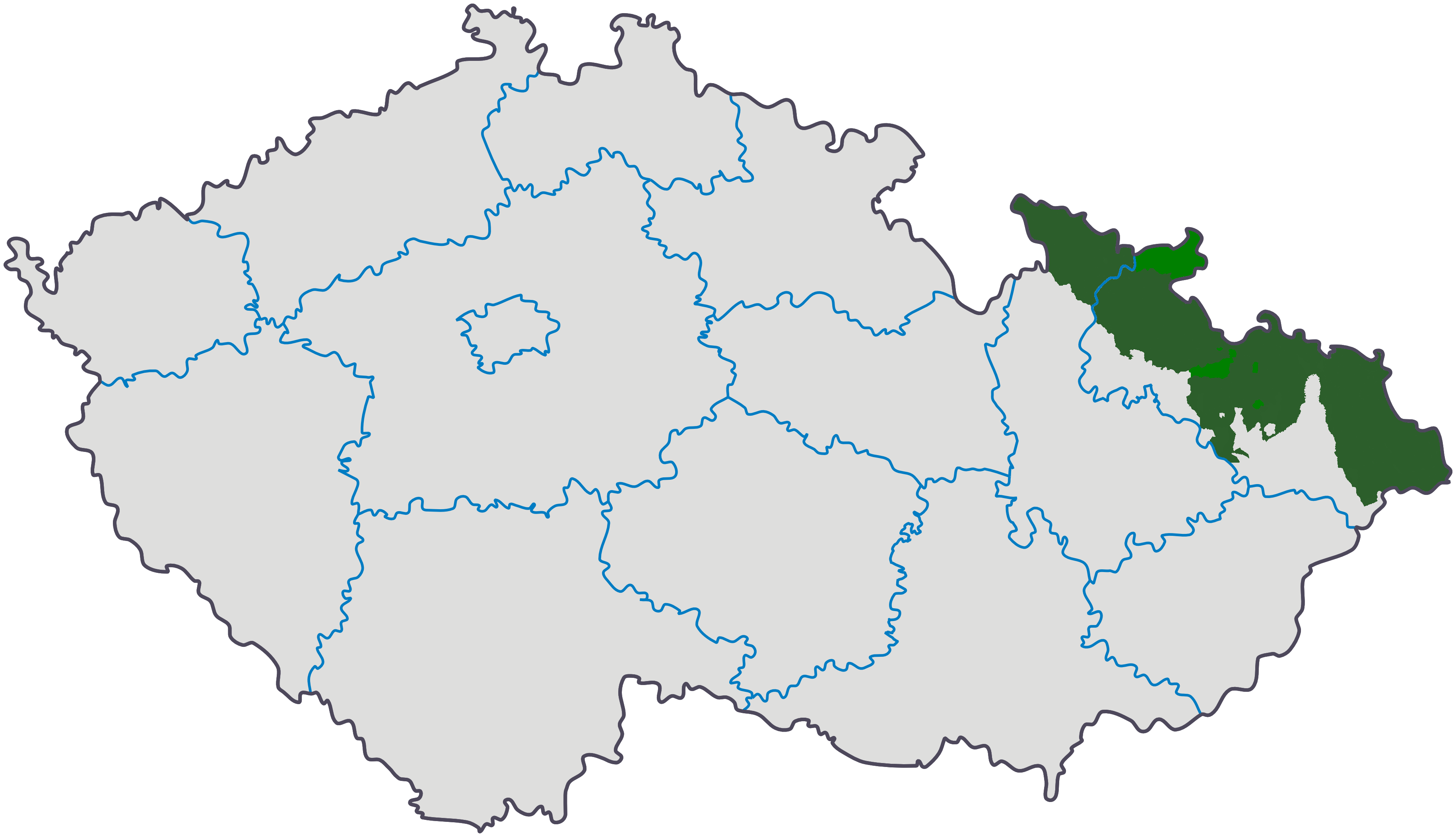
Tsjechisch-Silezië

Dit artikel geeft een beknopt overzicht van de geschiedenis van de Tsjechische landen, dat wil zeggen Bohemen, Moravië, Tsjechisch-Silezië en de opvolgers Tsjecho-Slowakije en Tsjechië.

## Slavische vestiging en Groot-Moravië
Bohemen en Moravië werden tot de eerste eeuw v.Chr. bewoond door Kelten, waaronder de Boii, waaraan Bohemen zijn naam ontleent. Hun woongebied werd veroverd door de Marcomannen, een Germaanse stam. Andere stammen, het laatst die van de Langobarden, volgden maar dezen vertrokken in 568 naar Italië. Stammen behorende tot de Slaven kwamen onder leiding van Avaren uit het oosten en noorden binnen en maakten zich van hun Avaarse elite vrij in 623. Na bijna twee eeuwen breidde Karel de Grote vanuit het westen het Frankische gezag uit over deze Slavische stammen door ze schatplichtigheid op te leggen. Vorst Svatopluk I van Moravië erkende die leenheerschappij van Oost-Francië en steunde de Frankisch-Roomse kerk in zijn rijk die onder gezag kwam te staan van het bisdom Passau in Beieren. De Moravische stammen streefden echter naar behoud van hun zelfstandigheid door zich aaneen te sluiten. Een coördinerende rol was daartoe weggelegd voor de Frankische handelaar Samo. Rond 830 begon onder Mojmír I de staatshervorming van het zogenaamd Groot-Moravische Rijk, dat zich uitbreidde over westelijk Slowakije, Silezië, Bohemen en het westelijk deel van het huidige Hongarije (toen nog Pannonië geheten). Onder Mojmírs opvolger Rastislav werd ook het kerkelijke gezag vanuit Frankische in autonome handen gebracht met het aantrekken van de Byzantijnse zendelingen Cyrillus en Methodius. 
Rond 900 veroveren Hongaarse stammen Pannonië en enkele jaren later brengen zij de jonge staat Moravië een vernietigende slag toe. Het zwaartepunt van de onafhankelijke staatsvorming verschoof daarna naar het westelijker gelegen Bohemen.

## Přemysliden

### Hertogdom
In Bohemen kwam eind negende eeuw de inheemse dynastie der Přemysliden op. Zij werden beschermd door Oost-Francië, het oostelijke Frankenrijk waaruit het Heilig Roomse Rijk zou ontstaan, in het bijzonder onder de hertog Wenceslaus I de Heilige, die de kerstening doorvoerde. De weerstand hiertegen in nationale en heidense kringen leidde tot interventie van de Duitse koning Hendrik de Vogelaar, onder wie Bohemen in 929 een leen van het Heilige Roomse Rijk werd. De Přemysliden behielden echter een grote mate van onafhankelijkheid en waren een invloedrijke kracht in dit Heilige Roomse, ook wel het Duitse Rijk genoemd. Moravië viel in 1029 aan Bohemen toe.

### Koninkrijk
De hertogen Wladislaus II en Vratislav II ontvingen beiden de koninklijke titel, die in 1198 onder Přemysl Ottokar I erfelijk werd. In de dertiende eeuw werden de koningen van Bohemen bovendien Duitse keurvorsten: dat wil zeggen dat zij, met de andere Duitse keurvorsten, aan de verkiezing van de Duitse koningen en keizers mochten deelnemen en ook zelf dat koningschap mochten ambiëren. 
Het Poolse Silezië kwam onder de invloed van de Boheemse koningen en maakte zich los van de banden met het Poolse koningschap.
De Tsjechische landen kenden in de dertiende eeuw een grote immigratiegolf van Duitsers, hoewel in die tijd beter gesproken kan worden van Saksen in het noorden, Franken in het westen en Beieren in het zuiden, waar zij zich op verzoek van de adel en geestelijke grondheren, vestigden in grensgebieden die grotendeels bebost waren en nu door de nieuwkomers ontgonnen werden. In het Tsjechisch bevolkte gebied vestigden zich stedelingen uit de Duitse landen in nieuwe stadsvestigingen, als regel steden die in bestaande marktplaatsen volgens Duits Stadsrecht werden opgericht. Hier leefden sindsdien bevolkingen die later als Duitsers of Oostenrijkers tot in de twintigste eeuw van Bohemen en Moravië een tweetalig land zouden maken. Bohemen beleefde onder Přemysl Ottokar II een hoogtepunt van zijn macht: hij verwierf onder meer Oostenrijk en werd een van de machtigste Duitse rijksvorsten. Zijn zoon Wenceslaus II werd in 1300 tevens koning van Polen, diens zoon Wenceslaus III ook van Hongarije. Maar deze expansies hielden geen stand. De Přemysliden stierven uit en vorsten uit het Huis Luxemburg en het Huis Habsburg kwamen er voor in de plaats. 

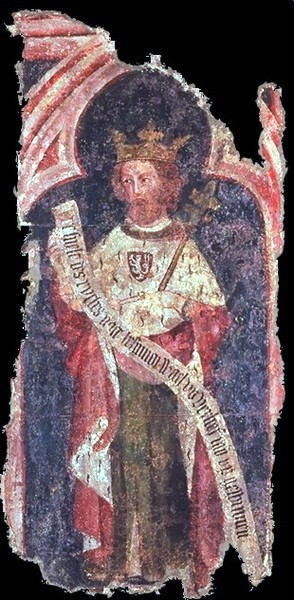
Karel I

## Luxemburgers
Keizer Hendrik VII uit het Huis Luxemburg beleende in 1310 zijn zoon Jan de Blinde met Bohemen. Deze bracht een groot deel van Silezië en de Lausitz onder de Boheemse kroon. Zijn zoon Karel I werd als Karel IV tevens Duits keizer en begunstigde de politieke en culturele bloei van zijn rijk; onder hem was Bohemen met de hoofdstad Praag zelfs het centrum van het Heilige Roomse Rijk. Onder zijn zoons Wenceslaus IV en Sigismund raakte het land echter in crisis. De Tsjechische bevolking verzette zich tegen de sterke verduitsing van het hof en het stedelijk patriciaat. De nationale hervormingsbeweging van Johannes Hus leidde tot de Hussietenoorlogen, in feite een revolutie, die leidde tot de stichting van een nationale kerk en, na een felle en verwoestende oorlogsperiode, tot godsdienstvrijheid en in ieder geval tot een terugdringing van de Duitse culturele invloed. De door Duitstalige studenten en docenten gedomineerde universiteit van Praag verplaatste zich naar Leipzig.

## Troonstrijd
Het Huis Luxemburg stierf in 1437 uit. Bij het opvolgingsconflict spon de plaatselijke adel hierbij garen en kon zijn positie versterken, dit ten koste van burgers en boeren. Na een korte periode onder het Huis Habsburg met Albrecht en Ladislaus I Posthumus liet de regent George van Podiebrad zich tot koning kiezen, de eerste inheemse vorst in 150 jaar. Dit zal uitmonden in een burgeroorlog (1468-1478) tussen Wladislaus II van Hongarije en Matthias Corvinus; beiden werden tot koning uitgeroepen. Deze strijdigheden verzwakte het koninkrijk aanzienlijk. Na de dood van Matthias Corvinus werden Hongarije, Kroatië, Bohemen, Polen en Litouwen geregeerd door de kinderen van Casimir IV uit het Huis Jagiello en Elisabeth van Oostenrijk uit het Huis Habsburg.
Om de band nog nauwer aan te trekken, ondertekenden beide partijen het Eerste Congres van Wenen (1515) dat resulteerde in het dubbelhuwelijk, Lodewijk II van Hongarije met Maria van Habsburg en Ferdinand van Habsburg met Anna van Bohemen en Hongarije.

## Habsburgers
Na de dood van Lodewijk II van Hongarije, tijdens de Slag bij Mohács (1526) tegen de Ottomanen, viel Bohemen toe aan het Huis Habsburg, dat het koninkrijk tot 1918 zou regeren.
De katholieke Habsburger Ferdinand I kreeg te kampen met de Reformatie, die vooral bij de lagere Boheemse adel en in de steden veel aanhang had gekregen. De godsdiensttwisten behielden onder Ferdinand, Maximiliaan en Rudolf II nog een relatief vreedzaam karakter, hoewel deze keizers/koningen de contrareformatie met intriges en manipulaties trachtten door te voeren. Onder druk bevestigde Rudolf de protestanten, zowel de Tsjechische hussieten als de Duitse lutheranen, in hun rechten met de majesteitsbrief van 9 juli 1609.
Maar het conflict ging verder en escaleerde toen Ferdinand II de bepalingen van de majesteitsbrief openlijk schond. De tweede defenestratie van Praag, waarbij protestantse edelen twee keizerlijke gezanten uit het raam wierpen, luidde de Boheemse opstand tegen de Habsburgers in, die in 1618 uitmondde in de Dertigjarige Oorlog. De protestanten zetten eerst Ferdinand in 1619 af en kozen de Winterkoning Frederik V van de Palts tot vorst. Tevergeefs, want in de Slag op de Witte Berg herwon Ferdinand II alle macht. Hij vervolgde opstandelingen, wees hun leiders het land uit en legde het katholicisme  met geweld de bevolking op. De hoge Tsjechische adel schikte zich in de nieuwe verhoudingen om haar macht en bezit te kunnen behouden. (Zie Boheemse adel.)
In de zeventiende eeuw werd het katholicisme opnieuw de alleen heersende godsdienst en zette met de komst van Oostenrijkse, Beierse en Italiaanse edelen, die de plaats en het bezit van de verdreven Tsjechische adel innamen, een nieuwe tendens van verduitsing in. Honderden verwoeste en verlaten dorpen werden herbevolkt met boeren uit het zuiden van Duitsland en uit Oostenrijk.
In 1627 hief Ferdinand, inmiddels keizer van het Heilige Roomse Rijk, het gekozen koningschap van Bohemen op. Hiermee werd Bohemen een erfelijk bezit van het Huis Habsburg.
In 1648 stonden de Zweedse troepen voor de poorten van Praag en waren de Habsburgers genoodzaakt de Vrede van Westfalen te ondertekenen.
In de Silezische Oorlogen verloor Bohemen Silezië aan Pruisen in 1742. Pruisen stelde in dit conflict dat het de Lutherse meerderheid in Silezië wilde beschermen tegen de toenemende intolerantie van de Habsburgse Contrareformatie. Maria Theresia en Jozef II onderwierpen Bohemen vervolgens aan hun politiek van centralisering en verlicht absolutisme. Naast de versterking van burgerlijke vrijheden en vrijheden van religieuze minderheden, zoals ook die van Joden, werd in 1781 de lijfeigenschap opgeheven.

## Nationalisme

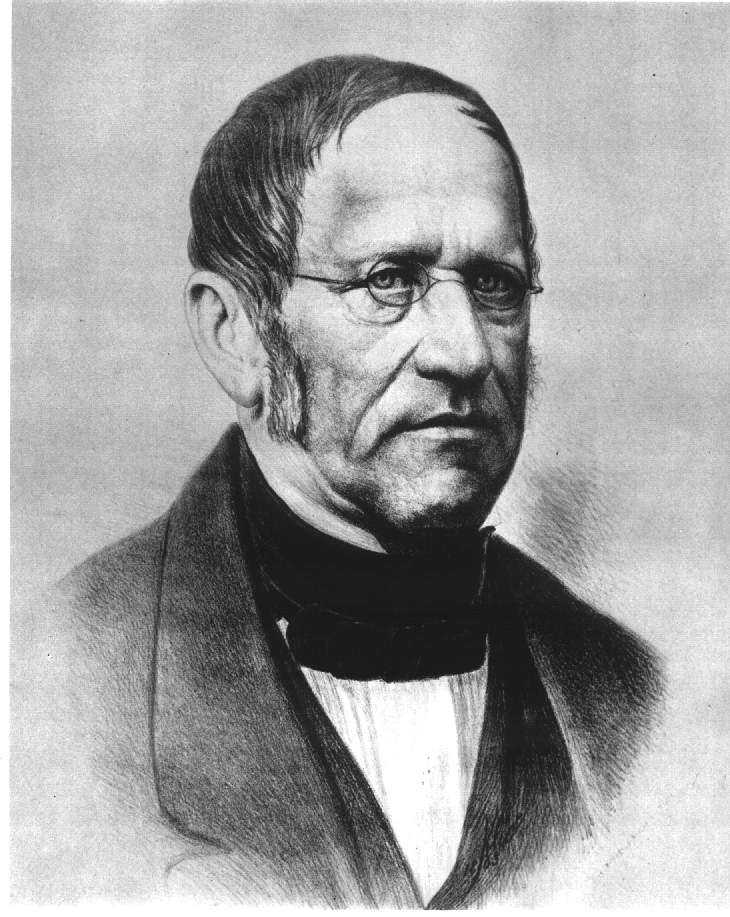
František Palacký

De centralisering leidde echter tot een heropleving van Tsjechisch nationaal bewustzijn, dat zich onder invloed van de Verlichting en de romantiek uitte in belangstelling voor de Tsjechische taal, cultuur en geschiedenis. De leidende figuur in deze beweging was de historicus František Palacký, gesteund door Karel Havlíček Borovský en František Ladislav Rieger. Hij weigerde een zetel in het liberale Frankfurter Parlement omdat hij voor Bohemen principieel geen plaats zag in een nieuw democratisch Duitsland. Toen het Frankforter Parlement in 1848 met geweld werd ontbonden door Pruisen en door Oostenrijk, leidde dat in Bohemen tot deelname aan de Maartrevolutie, die in 1848 in heel Duitsland en Oostenrijk oplaaide. In Praag, hoewel de burgerij daar voor de helft Duits van cultuur was, kreeg dat ook een nationaal-Tsjechische lading toen het eerste Panslavisch Congres bijeenkwam. In juni 1848 werd de Praagse Pinksteropstand door Oostenrijkse troepen onder Alfred zu Windisch-Graetz neergeslagen. In Moravië daagde nog korte tijd een Rijksdag van Kremsier (Kroměříž), meer reformistisch dan revolutionair, die zich beraadde over een nieuw federaal Oostenrijk, maar ook deze werd in 1849 door Windisch-Graetz ontbonden.
De decennia na 1848 werden gedomineerd door de tegenstelling tussen de Tsjechen, die een vérregaande autonomie binnen het Habsburgse Rijk nastreefden, en de Duits-Oostenrijkers, die het bestaande centralistische en Duitstalige bestuur wilden behouden. Pogingen van de regering om  met compromissen te werken, mislukten door beurtelings Tsjechische of Duitse tegenwerking. De taalverordeningen van de premiers Eduard von Taaffe en Kasimir Felix von Badeni brachten geen vrede hoewel de districten met een Tsjechischtalige meerderheid voor het Tsjechisch gaandeweg, dat wil zeggen tussen 1860 en 1890, een overheersende plaats als bestuurs-, gerechts- en onderwijstaal verwierven. De poging onder Karl Sigmund von Hohenwart om de Oostenrijks-Hongaarse Ausgleich ook op Bohemen toe te passen, mislukte. De Tsjechische nationalisten vormden in deze 'nationaliteitenstrijd' onderling overigens geen eenheid. Er waren de conservatieve en gematigde Oud-Tsjechen en daartegenover de radicale Jong-Tsjechen die naar een onafhankelijke nationale staat streefden.

## Eerste en Tweede Tsjecho-Slowaakse Republiek
De regering in Wenen beperkte door uitzonderingswetten in 1914 de autonomie van Bohemen en greep de Eerste Wereldoorlog aan om haar centrale gezag weer te versterken. De oorlog vergrootte de tegenstelling tussen de Tsjechen en de Duitsers. Enkele honderdduizenden Tsjechische krijgsgevangenen mochten zich in Rusland  nationaal organiseren en vormden een provisorisch nationaal leger. Tomáš Masaryk, gesteund door Edvard Beneš, Josef Dürich en Milan Rastislav Štefánik, wierp zich op als leider van een Tsjecho-Slowaakse beweging. Hoewel de Slowaken zich amper politiek hadden georganiseerd, wist Masaryk de Geallieerden ervan te overtuigen dat Tsjechen en Slowaken één volk vormden en zette hij een Tsjecho-Slowaakse Nationale Raad op die het Tsjechische leger vanuit Rusland, via Frankrijk binnenhaalde. Gesteund door de Geallieerden proclameerden Masaryk en Beneš op 14 oktober 1918 een Tsjecho-Slowaakse Republiek. Kort daarna stortte Oostenrijk-Hongarije in en was een zelfstandig Tsjecho-Slowakije met Masaryk als eerste president een feit.
Hoewel gegrond op het etniciteitsbeginsel was Tsjecho-Slowakije, bestaande uit Bohemen, Moravië, Slowakije en Karpato-Roethenië, een veelvolkerenstaat: de republiek telde 46% Tsjechen, 28% Duitsers, 13% Slowaken, 8% Hongaren en 3% Roethenen. De Duitsers (Sudeten-Duitsers) pasten zich, na aanvankelijk protest en weigering om aan de door hen niet erkende democratische vertegenwoordigingen deel te nemen, toch aan. Een groter probleem was de Slowaakse Volkspartij van Andrej Hlinka. Een zekere ruimhartigheid aangaande de culturele rechten van de nationale minderheden stabiliseerde de verhoudingen. In districten waar zij meer dan 70% van de bevolking vormden, mochten zij hun taal als primair communicatiemiddel met de overheid en in het onderwijs gebruiken.  
De republiek nam in 1920 een nieuwe, democratische grondwet aan, gebaseerd op die van de Derde Franse Republiek maar zonder extreem  centralisme en eentaligheid. Wat betreft het buitenlandbeleid sloot Tsjecho-Slowakije met Roemenië en Joegoslavië in 1920 de Kleine Entente. Van de grote mogendheden steunde met name Frankrijk de nieuwe republiek om geografisch aan de andere zijde van Duitsland een bondgenoot te hebben.
Hoewel Tsjecho-Slowakije zeer veel politieke partijen telde, was de politiek in het interbellum relatief stabiel. Extreemlinkse of -rechtse krachten hadden weinig aanhang, met als belangrijke uitzondering het Sudetendeutsche Heimatfront van Konrad Henlein en de Slowaakse nationalisten. De kabinetten bestonden, in wisselende combinaties, uit vijf partijen: de Tsjecho-Slowaakse Boerenpartij, de Tsjecho-Slowaakse Volkspartij, de Nationale Democraten, de Nationale Socialisten en de Sociaaldemocraten.
De Grote Depressie leidde na 1930 tot een groeiend nationalisme onder de Duitsers die zich, om soms gegronde redenen, door de regering in Praag achtergesteld voelden in de steunprogramma's, met name de arbeidsvoorzieningen voor werklozen. De beweging van Henlein groeide snel en kreeg na de nationaalsocialistische machtsovername in 1933 ruime steun uit Duitsland. Aangemoedigd door Adolf Hitler stelde Henlein steeds radicalere eisen voor Duits zelfbestuur.

## Tweede Wereldoorlog
Na de Anschluss van Oostenrijk in 1938 leidde dit tot provocaties, die de regering in Praag niet in de hand kon houden. Vervolgens eiste Hitler de annexatie van het Sudetenland. Het Verenigd Koninkrijk, Frankrijk en Italië stemden hier op de Conferentie van München mee in, omdat de regering onmachtig werd verklaard het staatsgezag te kunnen uitoefenen. Tsjecho-Slowakije verloor het Sudetenland aan Duitsland, terwijl Polen een deel van de Tsjechische provincie Silezië Teschen bezette. De staat viel uit elkaar met de afscheiding van Slowakije, de Eerste Slowaakse Republiek onder Hlinka's opvolger Jozef Tiso. In enkele volgende verdragen stond Slowakije haar zuidelijke, door Hongaren bewoonde grensgebieden af aan Hongarije, naar analogie van het Sudetenland. Uiteindelijk annexeerde Hongarije de gehele provincie Karpato-Roethenië. President Emil Hácha moest op 15 maart 1939 machteloos toezien hoe Duitsland van Bohemen en Moravië een Duits protectoraat maakte, het Protectoraat Bohemen en Moravië. Edvard Beneš en zijn regering gingen in ballingschap, eerst in Parijs daarna in Londen. 
Onder het Duitse bewind van de rijksprotector Konstantin von Neurath werden de Tsjechen uitgesloten van alle vormen van hoger onderwijs. Hun culturele leven en hun media werden sterk beperkt. Ondanks de Duitse terreur was er weinig sprake van Tsjechisch verzet. De moord in 1942 op Neuraths opvolger, Reinhard Heydrich, leidde tot grote wraaknemingen, zoals de uitmoording van het dorp Lidice. De opstand in Praag werd uitgeroepen bij de nadering van het Sovjetleger in 1945.

## Communistische machtsovername en Derde Republiek
Beneš vormde in Londen ondertussen een regering in ballingschap en richtte zich, teleurgesteld in de westerse machten, sterk op de Sovjet-Unie. Na de bevrijding in 1945 wonnen de communisten dan ook snel aan invloed. Conform het program van Košice en de Beneš-decreten van 1945 werden de Sudeten-Duitsers en de Hongaren in Slowakije van hun staatsburgerschap ontheven, onteigend en vervolgens verdreven. Die verdrijving werd ten aanzien van de Hongaren weer stopgezet op aanwijzing van de Sovjet-Unie die er geen belang bij had om een vluchtelingenchaos in Hongarije te laten ontstaan. Die voorzorg gold zeker niet voor Duitsland. De verdrijving van de Duitse bevolking van Bohemen, Moravië en Moravisch Silezië en uit de verspreide Duitse minderheden in Slowakije, ging onmiddellijk van start en gepaard met zeer veel bloedvergieten gericht tegen de Duitse bewoners. Later tot 1947 verliepen de deportaties minder gewelddadig. In totaal werden ruim drie miljoen Duitsers verwijderd en konden de Tsjechische landen voor het eerst sinds de 12de eeuw weer 'nationaal homogeen' genoemd worden. In Slowakije bleef een, weliswaar uitgedunde, Hongaarse minderheid wonen. Karpato-Roethenië bleef in Sovjethanden, toen Hongarije dit gebied eind 1944 had moeten verlaten. 
Tijdens de Derde Tsjecho-Slowaakse Republiek waren de communisten al onder het premierschap van Zdeněk Fierlinger prominent aanwezig en leverden met de verkiezingsoverwinning van 1946 met Klement Gottwald ook de premier. De samenwerking tussen de communisten en de niet-communistische meerderheid verliep echter uiterst stroef. Beneš benam zich het leven toen hij het ideaal van een onafhankelijke staat verloren zag gaan. Door de toenemende Sovjet-Russische invloed ging Tsjecho-Slowakije niet in op de door de Verenigde Staten aangeboden Marshallhulp. Toen de communisten in 1948 hun populariteit zagen dalen, grepen ze de macht.
Tsjecho-Slowakije werd hiermee een vazalstaat van de Sovjet-Unie, gedomineerd door de Communistische Partij. In de jaren 50 voerden de communisten met een reeks showprocessen zuiveringen door. Het regime werd onder Gottwalds opvolger Antonín Zápotocký na de dood van Jozef Stalin iets liberaler.

## Socialistische Republiek

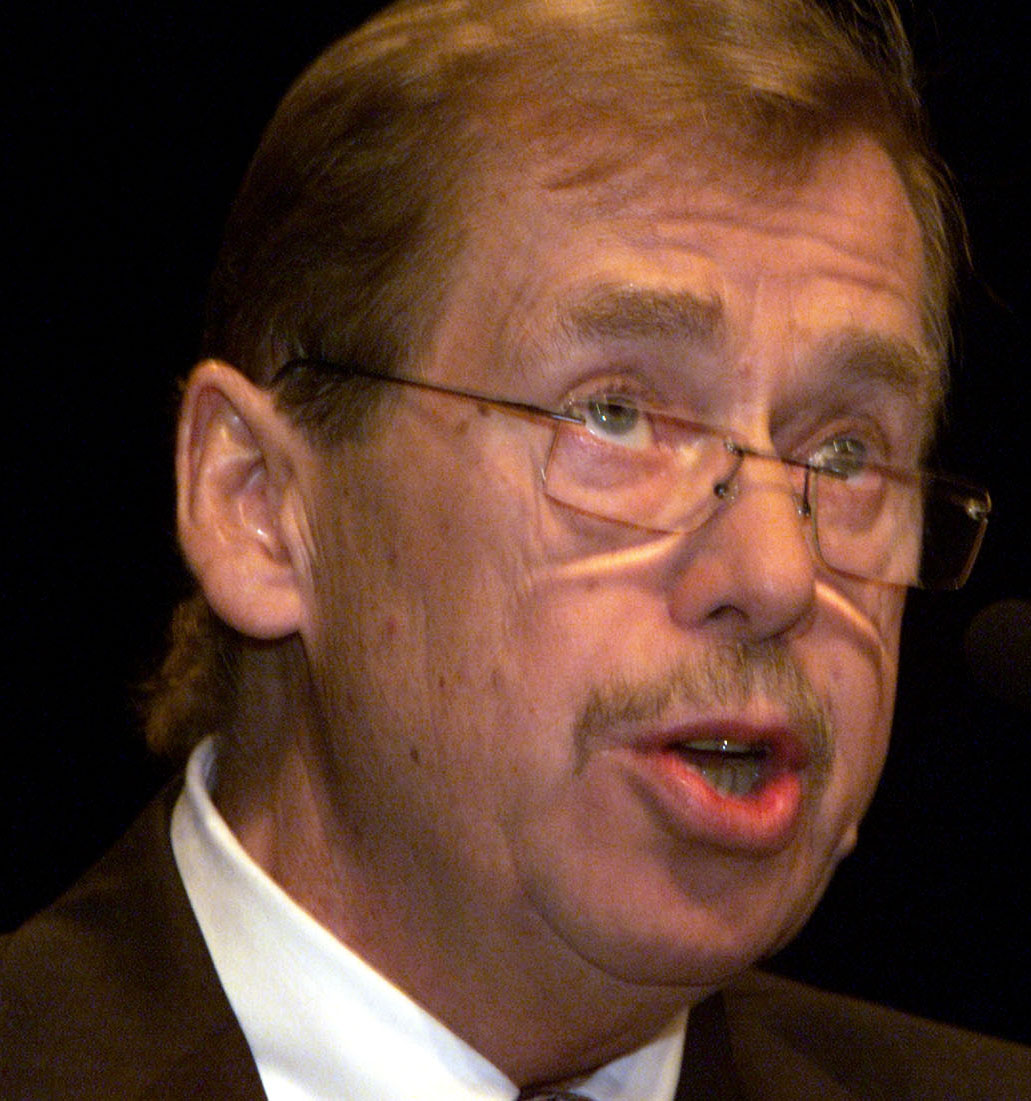
Václav Havel

Antonín Novotný voerde na zijn aantreden in 1957 opnieuw een stalinistisch systeem in. In 1960 verklaarde Novotný dat het socialisme in Tsjecho-Slowakije voltooid was, en hernoemde het land tot Tsjecho-Slowaakse Socialistische Republiek (ČSSR). In samenhang daarmee verleende hij amnestie aan het grootste deel van de politieke gevangenen uit de eerste helft van de jaren 1950. Daaronder bevond zich ook de latere president Gustáv Husák. Novotný's regime kenmerkte zich door onderdrukking, bureaucratie en economische stagnatie. Hij voerde de planeconomie in Tsjecho-Slowakije in en concentreerde zich op de behoeften van de industrie. De problematische economische situatie dwong Novotný tot compromissen. In 1963 verving hij de stalinistische premier Viliam Široký door de gematigde Jozef Lenárt.  
Begin 1968 moest Novotný als secretaris-generaal van de partij plaats maken voor de Slowaak Alexander Dubček. Diens aantreden, voortvloeiend uit hervormingsdrang bij een aantal partijfunctionarissen en Slowaaks streven naar autonomie, luidde de zogenaamde Praagse Lente in. Deze leidde tot een groot aantal democratiseringsmaatregelen, maar in augustus 1968 bezetten troepen van het Warschaupact de republiek. Dubček werd in 1969 vervangen door Gustáv Husák, die vrijwel alle maatregelen geheel terugdraaide. Wel werd het land in dat jaar een federatie, bestaande uit de Tsjechische Socialistische Republiek (ČSR) en de Slowaakse Socialistische Republiek (SSR).
In de jaren 70 vonden wederom grootschalige zuiveringen plaats en verstarden politiek en economie. Het verzet tegen het repressieve beleid groeide echter. In 1977 ontstond de burgerrechtenbeweging Charta 77. De critici werden vervolgd, maar de regering kon de oppositie niet geheel uitdoven. De spanningen kwamen in 1989 wederom naar boven in openlijk verzet van de bevolking. Op 18 november werd het Burgerforum van Václav Havel opgericht. Marián Čalfa werd in december president en kort daarna werd Dubček tot president van het parlement gekozen, dat Havel tot staatspresident benoemde. In de eerste vrije verkiezingen sinds 1946 kregen het Burgerforum en zijn Slowaakse tegenhanger Publiek Tegen Geweld in 1990 een meerderheid in het parlement.
In de kortstondige Derde Tsjecho-Slowaakse Republiek die na deze Fluwelen Revolutie een feit was, werd de naam van de staat veranderd in Tsjechische en Slowaakse Federatieve Republiek. Men voerde een parlementaire democratie in en voerde economische hervormingen door. Een overheersend probleem was nog steeds het etnische vraagstuk en de traumatische verhoudingen uit de periode voor en tijdens de oorlog. Per 1 januari 1993 splitste Tsjecho-Slowakije zich vreedzaam in de republieken Tsjechië en Slowakije.

## Tsjechische Republiek
Václav Klaus bleef in de nieuwe republiek premier, Václav Havel werd de eerste president. Snelle economische hervormingen, gericht op liberalisering en de groei van het toerisme, leidden tot een economische opbloei. Tsjechië zocht aansluiting bij het westen: het werd nog in 1993 lid van de Verenigde Naties, in 1995 van de OESO, in 1999 van de NAVO en in 2004 van de Europese Unie. In 1997 bood Duitsland zijn verontschuldigingen aan voor de bezetting van Bohemen en Moravië in de Tweede Wereldoorlog en excuseerde Tsjechië zich voor het verdrijven van de Sudeten-Duitsers, overigens onder heftige kritiek van de oppositie en delen van de publieke opinie. De economie raakte in 1996/1997 enigszins in het slop, maar trekt sinds 2000 weer aan. Klaus volgde in 2003 Havel op als president.

## Toetreding tot Europese Unie
In 2004 werd Tsjechië lid van de Europese Unie en op 21 december 2007 deel van de Schengenzone. Het is onduidelijk wanneer men de euro zal invoeren. Het Verdrag van Lissabon wilde Tsjechië alleen tekenen als bepaalde algemene mensenrechten-paragrafen, die consequenties konden hebben voor bezitsclaims van verdreven Sudeten-Duitsers, buiten werking gesteld werden.